# مورين جينينغز
مورين جينينغز (بالإنجليزية: Maureen Jennings)‏ (1939، برمنغهام في المملكة المتحدة)؛ كاتِبة وروائية كندية.